# Rhagorchis odhneri
Rhagorchis odhneri är en plattmaskart. Rhagorchis odhneri ingår i släktet Rhagorchis och familjen Lepocreadiidae. Inga underarter finns listade i Catalogue of Life.